# Фантазия фа минор (Шуберт)

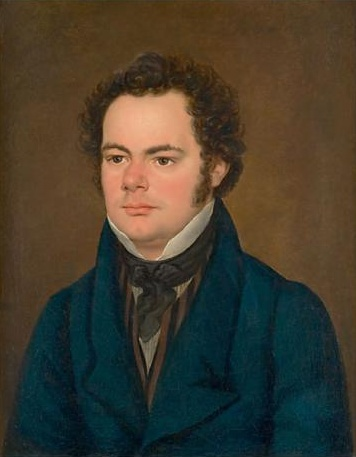
Франц Шуберт в 1827
портрет кисти Антона Деполи

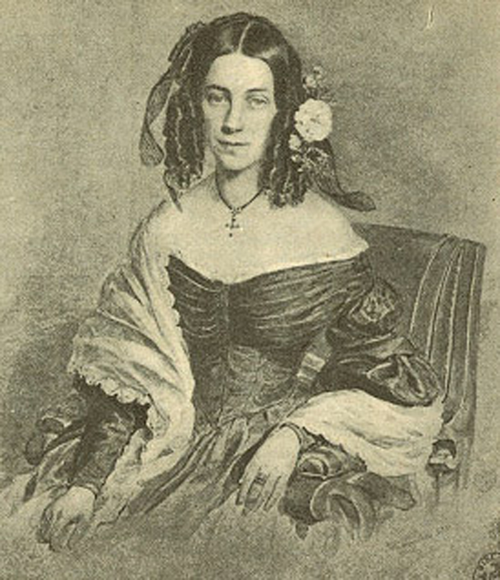
Каролина Эстерхази

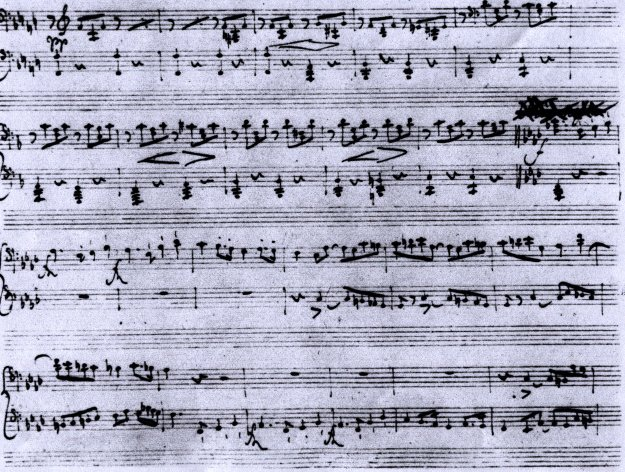
Автограф финала Фантазии

Фантазия фа минор для фортепиано в четыре руки (нем. Fantasie in f-Moll für Klavier zu vier Händen) Op. posth. 103 — произведение Франца Шуберта, написанное в 1828 году. Посвящена ученице Шуберта, графине Каролине Эстерхази, в которую композитор был влюблён.

## История создания
Шуберт начал работу над Фантазией в январе 1828 года в Вене и закончил её за два месяца. 9 мая он впервые исполнил её на приватном концерте вместе с Францем Лахнером. Первую публикацию фантазии в марте 1829 года, уже после смерти композитора, осуществил Антон Диабелли.

## Структура
В произведении четыре части, исполняемые без перерыва:
1. Allegro molto moderato
2. Largo
3. Scherzo. Allegro vivace
4. Finale. Allegro molto moderato

Примерная продолжительность звучания 20 минут.

## Характеристика музыки
Фантазия Шуберта сохраняет привычную сонатную четырёхчастность, однако построение частей не следует строгой сонатной форме. В то же время музыка фантазии полна тематических перекличек — в частности, и главная, и побочная темы первой части возвращаются в финале. Главная тема, открывающая фантазию, строится на нотах фа и до (в латинской записи F и C), которые, по распространённому мнению, соответствуют именам Франц и Каролина. Высокая степень упорядоченности музыкального материала, присущая этому произведению, контрастирует с подходом к музыкальному жанру фантазии у более ранних композиторов, однако Шуберт переносит принцип фантазийности на другие уровни организации музыкального текста — в частности, в область гармонии.
Фантазия фа минор считается одним из высших достижений композитора.

## Исполнения и записи
К фантазии обращались многие выдающиеся пианисты: её записали, в частности, Эмиль и Елена Гилельсы, Святослав Рихтер и Бенджамин Бриттен, Мюррей Перайя и Раду Лупу, Кристоф Эшенбах и Юстус Франц, Йорг Демус и Пауль Бадура-Шкода, Евгений Кисин и Джеймс Ливайн, Марта Аргерих и Серхио Тьемпо, Браха Иден и Александр Тамир.
Существует несколько переложений Фантазии для одного пианиста, в том числе Луи Кёлера и Марии Гринберг, оркестровая версия Феликса Мотля, редакции для различных камерных составов. Дмитрий Кабалевский в 1961 году переложил фантазию для фортепиано с оркестром, эта версия записана Эмилем Гилельсом с оркестром под управлением Франко Караччоло.